# Хикуэру
Хикуэ́ру (фр. Hikueru) — атолл в центральной части архипелага Туамоту (Французская Полинезия) примерно в 700 км от Таити.

## География
Атолл имеет форму овала. В суше отсутствуют какие-либо проходы, пригодные для прохождения лодок или небольших кораблей, но есть множество узких проливов.

## История
Открыт французским путешественником Луи Антуаном де Бугенвилем в 1768 году. В январе 1903 года Хикуэру сильно пострадал от тропического циклона с волнами высотой 12 м, в результате которого на атолле погибло 377 человек. После циклона атолл, ранее зелёный и покрытый кокосовыми пальмами, был практически разрушен; по свидетельству местного священника, на нём не осталось земли, чтобы вырыть могилы погибшим, песок был снесён до известковой скалы.

## Административное деление
Острова Хикуэру, Марокау, Равахере, Реитору и Текокота образуют коммуну Хикуэру, которая входит в состав административного подразделения Туамоту-Гамбье.
| Остров или риф  | Площадь суши, км² | Площадь лагуны, км² | Население, чел. (2007) | Административный центр |
| --------------- | ----------------- | ------------------- | ---------------------- | ---------------------- |
| Хикуэру         | 8                 | 79                  | 169                    | Тупапати               |
| Марокау         | 14,7              | 217                 | 99                     | Ваиори                 |
| Равахере        | 7                 | 5,1                 | —                      | —                      |
| Реитору         | 1,39              | 0,57                | —                      | —                      |
| Текокота        | 0,9               | 5,1                 | —                      | —                      |
| Коммуна Хикуэру | 31,99             | 306,77              | 268                    | Тупапати               |

## Население
Численность населения Хикуэру в 2007 году составляла 169 человек.

## Экономика
До 1970 года Хикуэру был крупным центром вылова жемчуга. Основное занятие местных жителей — производство копры. На острове действует аэродром.

## В культуре
Хикуэру и тропический циклон, обрушившийся на него в 1903 году, описываются в рассказе Джека Лондона «Дом Мапуи» (1908) из сборника «Рассказы южных морей».